# 長尾氏
長尾氏是日本關東地方興盛的武家，鎌倉氏後裔，另外一支为東漢氏後裔。本姓是平氏。家系是坂東八平氏之一。鐮倉時代、室町時代至江戶時代都是上杉氏的第一家臣。越後、上野、武藏的守護代。通字是「景」。

## 發源

### 東漢氏後裔
在古代，长尾氏作为渡来系东汉氏的後裔氏族而兴起。按“坂上系图”记录，东汉氏的氏系从阿知使主的长子都加使主、山木直、民氏、檜原氏、平田氏、粟村氏、小谷氏、軽氏、夏身氏、韓口氏、新家氏、門氏、蓼原氏、高田氏、田井氏、狩氏、東文部氏、檜前氏、谷氏、文部谷氏、文部岡氏、路氏到長尾氏。另外，系图上还有阿智使主次子志努直、阿良直、郡氏、榎井、河原氏、忍坂、与努、波多氏到后面也出现长尾氏。

### 鎌倉氏後裔
長尾氏是桓武平氏流的鐮倉氏一族。鐮倉氏自身是相模的古代豪族末流的説法亦相當有力，但是長尾氏已經被確認是鐮倉氏的一門中古老的一族。長尾的家名是源起自鐮倉景明的兒子大庭景宗之弟景弘，因為住在相模國鐮倉郡長尾庄（現今的横濱市榮區長尾台町周邊）而自稱長尾次郎，由那時開始就成為坂東八平氏之一。
源賴朝舉兵時，長尾氏依靠平家一方，後來平家滅亡後投向同族三浦氏配下。長尾新六定景討取公曉而立下功績，但是在寶治合戰中一族被全滅並沒落。長尾家的生還者在鐮倉時代末期至南北朝時代初期進入關東並仕於上杉氏。
長尾景基因為婚姻關係而成為上杉藤成的外祖父，家中地位提升並成為上杉家臣筆頭。而且在同一時期，長尾宗家從上杉氏收長尾藤景（上杉賴成之子，景基的外孫）為養子。此後，長尾氏與上杉氏不斷締結婚姻關係，強化了外戚關係。上杉氏因為關東管領的職位而向關東和越後擴大勢力，長尾氏則以家宰和守護代的身份在各地分立諸家而繁榮起來。

## 諸家

### 鐮倉・足利長尾氏
長尾景忠一族的養子景直為祖先的一家。一開始是景直之子滿景在山內上杉家成為家宰，以長尾宗家的身份居住在鐮倉的勢力，但是因此在上杉禪秀之亂中戰死，家宰之職改為總社長尾家。之後由長尾實景得到家宰之職，但是在享德之亂中與主君上杉憲忠一同死去，於是家宰職就轉到白井長尾家。
實景之子長尾景人仕於上杉房顯而立下許多戰功，被賜與「由緒之地」（即起源之地，將軍足利氏發源於此地）下野國足利莊（栃木縣足利市），成為勸農城城主並抑制與關東管領敵對的古河公方。景人之子長尾景長在永正之亂時仕於上杉憲房，攻擊上杉顯實和長尾顯方而得到家宰職。以後足利長尾家在上杉憲政退出關東為止，一直獨佔著家宰一職。
景長之孫長尾當長參與同族長尾景虎的越山行動，被給予要地館林城，但是因為上野長野氏被武田信玄攻滅而向後北條氏投降，與由良成繁一同為越相同盟的成立而作出大貢獻。
長尾當長的婿養子長尾顯長在沼尻之戰前與兄長由良國繁共同投向北條方，但是北条氏直戰敗，在小田原合戰中與後北條氏同一命運。

### 白井・總社長尾氏
因為長尾景忠仕於山內上杉家的祖先上杉憲顯並兼任上野國和越後國的守護代而中興長尾氏，景忠的子孫則成為白井・總社長尾氏。代代居住在上野國，到了景忠之孫的時候，以白井（現今群馬縣澀川市）為根據地而成為白井長尾家，以總社（現今前橋市）為根據地的則成為總社長尾家。
白井長尾家在景仲和兒子景信的時期，兼任上野守護代、武藏守護代、山內上杉家家宰職而成為重臣，但是在景信死後，家宰職被總社長尾氏奪取，景信之子長尾景春向山內上杉家發動叛亂（長尾景春之亂）。在叛亂中景春被太田道灌攻擊而失去鉢形城，後來在長享之亂中失去白井城，但是在永正之亂中與越後的長尾為景和相模的北條早雲聯手，使到勢力由衰轉盛。之後白井長尾家保持在上野國的勢力，繼續與山內上杉氏對抗。
總社長尾家的長尾忠景取代白井長尾家而成為家宰，但是在忠景之孫顯方一代，家宰職被足利長尾氏奪去（永正之亂）。後來，顯方串通後北條氏，白井長尾氏和越後長尾氏陸續脱離山內上杉氏，但是被留在山內上杉方的長野氏的攻勢所壓制，因為白井長尾氏・景春之孫長尾景誠被暗殺，以及在長野業正的影響下，白井・總社兩長尾氏復歸山內上杉氏。
在不久後，後北條氏勢力已經滲入上野，主君‧山內上杉家當主上杉憲政把上杉氏一族之名讓給長尾景虎（後來的上杉謙信），因此上野國的兩長尾家亦仕於景虎（謙信）。
謙信死後，上杉氏失去在上野的影響力。於是仕於武田勝賴，後來投向織田信長部將瀧川一益，本能寺之變後一益撤退，於是投靠後北條氏配下。天正18年（1590年），在小田原征伐中後北條氏被消滅，失去在上野的領地，於是前往越後仕於上杉景勝，後來成為米澤藩藩士。

### 越後長尾氏
景忠一族（與弟弟一樣）中，因為景忠收景恒（景廉）為養子，因此把越後守護代職讓給景恒，於是則形成越後長尾氏。在景恒之子的時期，以上田莊（新潟縣南魚沼市）為本據地的成為上田長尾家，以古志郡藏王堂栖吉（長岡市）為本據的成為古志長尾家（栖吉長尾家），以蒲原郡三條（三條市）為本據的成為三條長尾家。其中三條長尾家世襲越後守護代職，因為居住在越後府中而被稱為府中（府内）長尾家。
府中長尾家在初代長尾高景以來，代代輔助越後守護上杉氏，但是在越後發起應永之亂後與上杉氏對立，終於在永正4年（1507年），長尾為景的一代擁立上杉定實並謀反。廢除守護上杉房能而造成下克上的結果（永正之亂）。房能之兄‧關東管領上杉顯定在進攻越後時戰死，於是為景與包括了同族上田長尾家的越後國人產生激烈對立。為景把妹妹嫁給定實為繼室等行為，把國人的壓力消除。
為景死後，因為繼承者長尾晴景病弱和統御越後國内失敗，弟弟長尾景虎（後來的上杉謙信）被家臣擁立。經兄弟的伯父（實際上是伯母的丈夫）上杉定實調停後，晴景隱居，景虎繼承長尾家。成功統一越後的景虎在永祿4年（1561年）接受山内上杉家的上杉憲政讓出的上杉氏之名，因為景虎沒有立下府中長尾氏的後繼者，因此府中長尾氏斷絕。為了區別謙信以後的上杉氏和憲政以前的山内上杉家和越後守護家，於是被稱為「長尾上杉家」。
因為為景的婚姻政策，謙信之母是出自古志長尾家，姐姐則成為上田長尾家政景之妻。上田長尾家的政景在永祿7年（1564年）的事故中死去，政景之子顯景成為謙信的養子並改名為上杉景勝，在謙信死後，家督鬥爭中獲得勝利而繼承上杉氏。另一方面，古志長尾家的景信在謙信繼承上杉氏時，一同改姓上杉並改名為上杉十郎景信，成為長尾上杉的一門重鎮，但是在謙信死後的家督爭奪中與景勝敵對而被消滅（御館之亂）。（在景信改姓上杉之際，把古志家的家督之位讓予謙信側近的河田長親，但是長親拒絕改姓長尾。）

## 山内上杉家家宰

### 概要
室町時代中期以後，長尾氏一族被任命世襲關東管領的地位並成為山内上杉家的筆頭重臣和家宰。家宰亦被稱為「家務」「執權」「執事」，而且後繼者還兼任山内上杉家本國上野國的守護代並負責處理國務。因此有「山内之家務職」「上州守護」等異名（「長林寺長尾系圖」）。
最初的家宰是鐮倉長尾家庶流（犬懸長尾氏）的長尾滿景，以後在鐮倉（足利）・白井・總社3家中任命。家宰是陪臣，亦參與古河公方嫡子的元服等事，事實上是有名有實的要職，長尾景春之亂中，白井・總社兩家為了爭奪家宰職而發起戰鬥。第13代長尾當長時代，關東管領上杉憲政被北條氏康從上野國中流放，家宰一職被認為是在這個事件中被消滅。

### 歷代家宰
1. 長尾滿景（鐮倉・足利家）
2. 長尾房景（鐮倉・足利家）
3. 長尾忠政（總社家）
4. 長尾景仲（白井家）
5. 長尾實景（鐮倉・足利家）
6. 長尾景仲（再任，因為在享德之亂中實景被暗殺）
7. 長尾景信（白井家）
8. 長尾忠景（總社家）
9. 長尾顯忠（總社家）
10. 長尾顯方（總社家）
11. 長尾景長（鐮倉・足利家）
12. 長尾憲長（鐮倉・足利家）
13. 長尾當長（鐮倉・足利家，末代家宰）

## 系圖
實線表示實子，虛線表示養子。